# Bernolák András
Bernolák András (Szlanica, 1727. október 4. – Nagyszombat, 1788. július 21.) jezsuita rendi pap, tanár.

## Élete
16 éves korában lépett a rendbe és több évig tanított különböző helyen, így Barsban a geometriát három évig, Nagyszombatban a bölcseletet és szentírás magyarázatát 1770-től. A rend föloszlatása (1773) után nyugalomba vonult.

## Munkái
- Oratio de SS. Virginis immaculato conceptu. Tyrnaviae, 1756
- Panegyricus de s. Ignatio S. J. fundatore

Kéziratban maradt: Szentírás magyarázata latin nyelven.